# Rączka (Rodzina Addamsów)

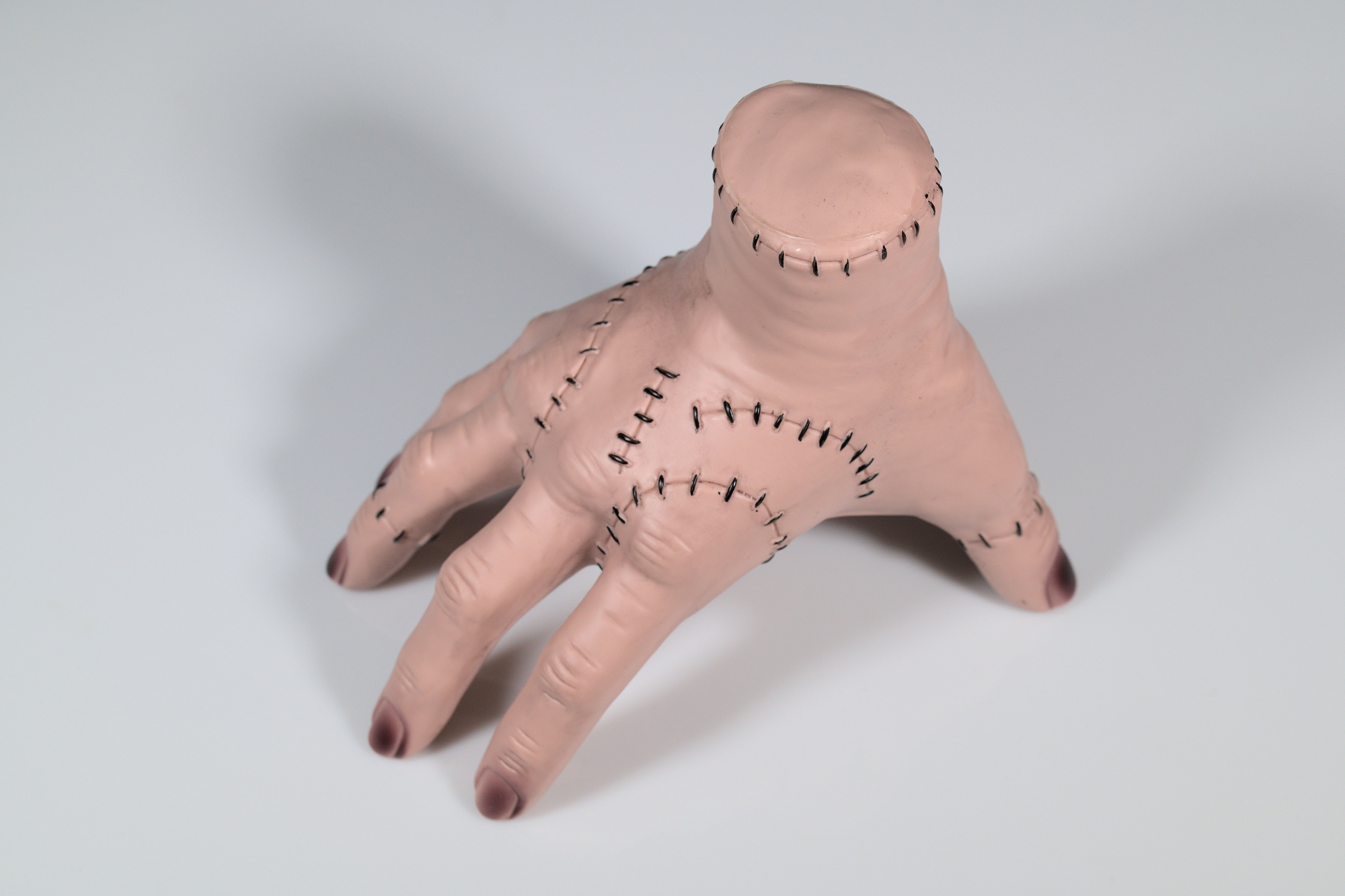
Rekonstrukcja „Rączki” z serialu „Wednesday”

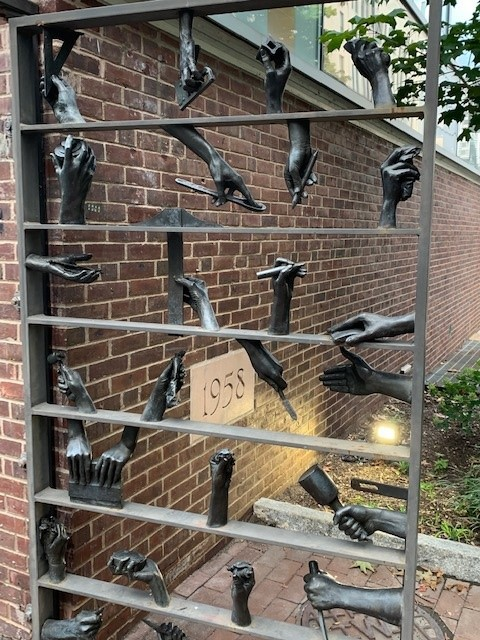
„Rączka” na bramie Uniwersytetu Pensylwanii, prowadzącej do sali upamiętniającej Charlesa Addamsa

Rączka (ang. Thing) – postać fikcyjna w komiksach, filmach i serialach o rodzinie Addamsów, będąca bezcielesną dłonią, która pełni różne pożyteczne funkcje dla rodziny.

## Opis
Twórcą „Rączki” był amerykański rysownik Charles Addams, który w latach trzydziestych XX wieku rysował kreskówki rodziny Addamsów w tygodniku „The New Yorker”. Po raz pierwszy pojawiła się w książce Addamsa „Homebodies” (1954). Jedna z kreskówek Addamsa przedstawia rezydencję Addamsów z napisem nad wejściem „Beware of the Thing” (Strzeż się Rączki).
W serialu telewizyjnym Rodzina Addamsów (1964–1966), postać „Rączki” grał Ted Cassidy, który zagrał także Lurcha, ponurego lokaja. W filmach Rodzina Addamsów (1991), Rodzina Addamsów II (1993) i Rodzina Addamsów: Zjazd rodzinny (1998) postać „Rączki” grał Christopher Hart. W serialu „Rączka” jest zamknięta w pudełku, ale w filmach, dzięki postępowi w efektach specjalnych, może wyjść z pudełka i poruszać się na czubkach palców jak pająk.
„Rączka” wystąpił także w serialu Netflixa „Wednesday”. W jego rolę wcielił się Victor Dorabantu, rumuński magik.
Wśród wielu przydatnych ról „Rączki” znajduje się między innymi odbieranie poczty, podawanie cygar Gomezowi Addamsowi, a następnie ich zapalanie, zmiana kanału w telewizorze Addamsów, trzymanie wełny Morticii Addams, gdy robi na drutach i przewracanie płyt na fonografie (zwłaszcza gdy Gomez i Morticia tańczą tango). „Rączka” i Babcia Addams lubią siłować się na rękę. Morticia zawsze bardzo docenia usługi „Rączki”, a jej częste „Why thank you, Thing” jest jednym z najbardziej znanych zdań serialu. „Rączka” nie może mówić, ale czasami pstryka palcami, aby zwrócić na siebie uwagę, a także jest w stanie komunikować się, sygnalizując kodem Morse’a, pisząc lub używając alfabetu palcowego.